# 奥勒·埃里克松
奥勒·埃里克松（瑞典語：Olle Ericsson，1890年6月1日—1950年7月25日），瑞典男子射击运动员。他曾代表瑞典参加1920年和1924年夏季奥林匹克运动会射击比赛，其中1920年奥运会获得一枚铜牌。